# Droit criminel au Canada
Le droit criminel au Canada est une branche du droit qui sanctionne les comportements contraires qui portent atteinte aux valeurs fondamentales de la société canadienne. Le droit criminel des provinces relève de la compétence législative exclusive du Parlement du Canada en vertu du paragraphe 91(27) de la Loi constitutionnelle de 1867. Ce même paragraphe attribue au Parlement fédéral la compétence sur la procédure en matière criminelle.
Le droit criminel au Canada est inspiré par le droit anglais et suit les principes de la common law. Cependant, toutes les infractions criminelles au Canada sont inscrites dans une loi, dont principalement le Code criminel, la Loi règlementant certaines drogues et autres substances, la Loi sur le système de justice pénale pour les adolescents et la Loi sur les armes à feu.
Seules les provinces ont compétence relativement à l'administration du système de justice, ce qui donne le pouvoir aux provinces dans l'application des lois et les poursuites judiciaires. Comme l'administration de la justice est de juridiction provinciale, chaque province a son propre système judiciaire. De plus, la plupart des lois criminelles et pénales sont mises en application par des corps de police provinciaux et municipaux, dans les provinces et territoires où la police fédérale n'a pas d'entente contractuelle avec le gouvernement provincial. Les législatures provinciales ont par ailleurs le pouvoir de créer des infractions à valeur quasi criminelle (appelées « infractions pénales »).

## Terminologie
Au Canada, les termes « droit criminel » ou « droit pénal » sont parfois utilisés comme des synonymes, parfois utilisés pour décrire un domaine de droit différent.
Le droit pénal désigne l'ensemble des règles de droit destinées à réprimer les comportements anti-sociaux et à imposer des peines aux contrevenants. Le droit criminel, quant à lui, vise certains types d'infractions pénales, à savoir les infractions les plus graves prévues au Code criminel. En ce sens, le droit criminel est inclus dans le droit pénal, mais l'inverse n'est pas vrai.
En vertu de la Loi constitutionnelle de 1867, seul le Parlement fédéral peut adopter des lois portant sur des infractions criminelles. Le fédéral et les provinces peuvent édicter des infractions pénales. En raison de cette division des compétences entre les provinces et le fédéral, les termes « droit pénal » sont souvent utilisés au Canada pour désigner les infractions qui ne sont pas criminelles et donc qui peuvent être prévues dans les lois autant provinciales que fédérales.

## Poursuites judiciaires
Un individu peut être poursuivi pour toute infraction criminelle indiquée au Code criminel ou dans toutes autres lois énonçant des infractions criminelles. Au niveau constitutionnel, considérant la distribution des compétences législatives, les infractions criminelles sont définies par la Cour suprême du Canada, notamment dans le Renvoi sur la margarine de 1949 ainsi que dans le Renvoi relatif à la Loi sur les armes à feu de 2000.
En droit criminel canadien, un crime est divisé en deux catégories distinctes, selon le degré d'attribution de la gravité à l'infraction. Ainsi, dans les cas les plus sérieux, l'on parle d'un acte criminel alors que dans les cas de gravité moindre, l'on parle d'une infraction punissable sur déclaration de culpabilité par procédure sommaire.
Dans les cas d'actes criminels, une poursuite est intentée par voie de mise en accusation à l'issue d'une enquête préliminaire lorsqu'un acte d'accusation énonçant tous les chefs d'accusation est déposé devant un tribunal lors d'une audition préalable. Des exemples d'infractions tombant toujours sous cette catégorie incluent, entre autres, le meurtre, le vol qualifié ainsi que l'introduction par effraction dans une maison d'habitation privée. Ce type d'infraction donne lieu à des peines variant de l'absolution inconditionnelle à l'emprisonnement à vie sans possibilité de libération conditionnelle avant 25 ans.
Quant aux infractions punissables sur déclaration de culpabilité par procédure sommaire, le procès peut être effectué sans jury ou mise en accusation. Ce type d'infraction est, sauf disposition contraire de la loi, passible d'une amende maximale de 5 000 $ et d'un emprisonnement d'une durée maximale de six mois, ou de l'une ou l'autre de ces peines. Des exemples d'infractions tombant toujours sous cette catégorie incluent, entre autres, l'intrusion nocturne sur une propriété privée sans but légitime, la prostitution et l'utilisation d'un véhicule sans l'autorisation de son propriétaire.
D'autre part, certaines infractions criminelles sont sujettes à option et constituent donc des infractions mixtes. Dans ces situations, le procureur général ou ses substituts (les procureurs aux poursuites criminelles et pénales, au Québec, et les procureurs de la Couronne, dans le reste du Canada) décident de la catégorie d'infraction sous laquelle ils intenteront une poursuite devant les tribunaux, à savoir par voie sommaire ou par voie de mise en accusation. Cependant, l'infraction est traitée par voie de mise en accusation jusqu'à ce que l'État fasse son choix. Ce choix discrétionnaire peut être fondé sur différentes bases, dont la gravité relative de l'infraction, les antécédents et la probabilité de récidive, mais est aussi influencé en grande partie par les éléments de preuve détenus par la poursuite. Des exemples d'infractions tombant sous cette catégorie incluent la conduite dangereuse sans lésion corporelle, l'incitation publique à la haine et la corruption des mœurs. Les peines applicables varient d'une infraction à l'autre et selon le type de poursuite choisie.
Lorsque les peines applicables ne sont pas expressément définies, elles sont toutefois appliquées selon le principe fondamental de la proportionnalité relative à la gravité de l’infraction et au degré de responsabilité du délinquant ainsi qu'en vertu des principes de détermination de la peine et de toutes autres règles, lesquels sont énoncés dans la partie XXIII du Code criminel.
Dans la plupart des situations qui nécessitent une mise en accusation, le prévenu a le choix du tribunal devant lequel il désire que son procès se déroule, soit une cour provinciale ou une cour supérieure avec ou sans jury. Dans les cas énumérés à l'article 553 du Code criminel, l'accusé n'a cependant pas le choix du tribunal et doit donc être jugé devant un juge d'une cour provinciale sans jury. En revanche, pour les infractions énumérées à l'article 469, le procès doit se dérouler devant un juge d'une cour supérieure avec jury, à moins que l'accusé et le procureur affecté à la cause ne consentent à ce que le procès se déroule sans jury.

## Éléments d'une infraction
Pour qu'une responsabilité criminelle soit imputée à un accusé, la preuve d'une infraction criminelle doit démontrer deux éléments essentiels : l'acte coupable (actus reus) et l'intention criminelle (mens rea), à moins qu'il n'y ait une responsabilité sans faute. Dans ce dernier cas, seul l’actus reus est requis et il est alors question d'une infraction de responsabilité stricte. Dans les autres cas, le concours de circonstances entre l’actus reus et le mens rea doit en plus être démontré.
Les éléments spécifiques à chaque infraction sont énoncés dans les dispositions législatives ainsi que dans les précédents créés par la jurisprudence. Les éléments objectifs constituant l'acte coupable (actus reus) sont généralement constitués de l'action, des circonstances dans lesquelles l'action a été entreprise ainsi que des conséquences résultant de l'action. L'État doit faire la preuve de tous ces éléments de façon que ne subsiste aucun doute raisonnable.
Les éléments devant être démontrés afin de constituer une infraction criminelle incluent aussi : la causalité, l'intention coupable, la témérité, la négligence criminelle, l'omission, la responsabilité du fait d'autrui et la responsabilité des personnes morales.[réf. nécessaire]
D'autre part, l'ignorance de la loi n'est pas une défense (Ignorantia juris non excusat).
L'intention coupable (mens rea) de l'accusé est généralement déterminée par l'utilisation littérale des dispositions législatives ou des précédents de la jurisprudence. Lorsqu'aucun standard n'est défini, la preuve doit démontrer que la conduite de l'accusé s'est effectuée avec l'intention de commettre une infraction sans souci des conséquences. D'autre part, lorsque des circonstances sont rattachées à l'infraction, l'accusé doit avoir eu connaissance de celles-ci, ce qui peut être démontré d'après la conduite de l'accusé ou des autres éléments de preuve.

## Types d'infractions criminelles
- Les infractions criminelles contre la personne incluent notamment : les voies de fait et coups, l'extorsion, le harcèlement, l'enlèvement, l'usurpation d'identité, le meurtre et l'homicide, l'agression, le vol qualifié, etc.

- Les infractions criminelles contre la propriété incluent notamment : l'incendie volontaire, le chantage, le vol avec effraction, la supercherie, le détournement de biens, l'escroquerie, la fraude, le recel, le vol, le vol à l'étalage, la rafle, le vandalisme, l'intrusion, l'atteinte à la possession de biens-fonds ou à la possession mobilière, etc.

- Les infractions criminelles contre l'ordre public incluent notamment : la possession et le trafic de stupéfiants, le trafic d'armes à feu, les jeux et paris, la sédition, les attroupements illégaux et émeutes, le terrorisme, la piraterie, les duels et combats concertés, les inconduites, les nuisances, les infractions d'ordre sexuel, les maisons de débauche, le proxénétisme, la prostitution, les actes contraires aux bonnes mœurs, etc.

- Les infractions criminelles contre l'État incluent notamment : l'évasion fiscale, l'espionnage, la trahison, la haute trahison, etc.

- Les infractions criminelles contre la justice incluent notamment : la corruption, la non-dénonciation d'un crime, l'entrave, le parjure, la faute de commission, etc.

- Les crimes non parfaits incluent notamment : la tentative, le complot, la complicité, l'incitation, le but commun, etc.

## Moyens de défense
Divers moyens de défense sont disponibles pour exculper un accusé ou pour réduire la charge qui lui incombe, mais certains moyens ne peuvent être utilisés que dans des situations spécifiques. De plus, pour que les moyens de défense puissent fonctionner, la partie défenderesse doit être en mesure d'infirmer la preuve du procureur de manière qu'un doute raisonnable subsiste.
La défense positive comprend, notamment : l'automatisme, l'ivresse, l'erreur, les troubles mentaux, les facultés affaiblies, la contrainte, l'état de nécessité, la provocation, la légitime défense, l'âge de minorité, la fausse confession, le piège, l'absence de consentement, l'immunité et l'impossibilité. Par exemple, dans des cas de provocation, la charge du chef d’accusation pour meurtre pourrait être réduite à un homicide involontaire.
D'autres moyens de défense sont créés sur mesure, selon les situations, et mènent donc à de nouveaux moyens de défense issus de la common law. Tel est le cas, entre autres, des mauvais traitements, du syndrome de la femme battue, du syndrome du stress prémenstruel et du syndrome de la survie en milieu urbain.

## Preuve pénale

### Les déclarations

#### Le droit au silence
La Charte canadienne des droits et libertés, prévoit notamment à l'article 11c) que « tout inculpé a le droit de ne pas être contraint de témoigner contre lui-même dans toute poursuite intentée contre lui pour l’infraction qu’on lui reproche ». L'article 13, quant à lui, prévoit que « chacun a droit à ce qu’aucun témoignage incriminant qu’il donne ne soit utilisé pour l’incriminer dans d’autres procédures, sauf lors de poursuites pour parjure ou pour témoignages contradictoires ». Finalement, l'article 7 prévoit que « chacun a droit à la vie, à la liberté et à la sécurité de sa personne; il ne peut être porté atteinte à ce droit qu’en conformité avec les principes de justice fondamentale ».
Dans R. c. Singh, la juge Carron, citant R. c. C.G., a précisé que : « L’exercice du droit de garder le silence dépend de la volonté de l’accusé qui est dans un état d’esprit conscient et qui est pleinement informé de ses droits, pourvu que le comportement des autorités ne le prive pas de sa capacité de choisir ».

##### Le principe interdisant l'auto‑incrimination
Dans l'arrêt R. c. Fitzpatrick, le juge en chef Lamer, en citant l'arrêt Jones, rappelle le principe général interdisant l'auto‑incrimination:
Toute action de l'État qui contraint une personne à produire une preuve contre elle‑même dans des procédures l'opposant à l'État viole le principe interdisant l'auto‑incrimination. La contrainte, devrait‑on le souligner, signifie refuser la possibilité de donner un consentement libre et éclairé.
 Toutefois, le principe interdisant l'auto-incrimination de l'art. 7 de la Charte, n'est pas un droit absolu. L'étendue de la protection varie en fonction du contexte. Dans l'arrêt Fitzpatrick le tribunal a développé une sorte de mécanisme afin d'évaluer sur la déclaration pourrait être admise en preuve. La cour peut utiliser plusieurs critères pour décider si l'admissibilité de la déclaration de l'accusé porterait atteinte à l'équité des procédures judiciaires : l'absence de relation contradictoire, l'absence de contrainte, l'absence d'une diminution de risque de la fiabilité des confessions et l'absence d'abus de pouvoir de l'État.

#### La règle des confessions
La déclaration d'un accusé à une personne en autorité est, comme règle générale, considérée comme inadmissible en preuve à moins que la poursuite démontre de manière hors de tout doute raisonnable que l'accusé a fait la déclaration de manière volontaire.
Dans l'arrêt R. c. Hodgson, le juge Cory de la Cour suprême résume la notion de personne en autorité : « Cette expression vise habituellement les personnes qui participent officiellement à l’arrestation, à la détention, à l’interrogatoire ou à la poursuite de l’accusé. Elle s’applique aux personnes tels les policiers et les gardiens de prison. Lorsque la déclaration de l’accusé est faite à un policier ou à un gardien de prison, un voir‑dire doit être tenu pour déterminer si la déclaration est admissible en tant que déclaration volontaire, sauf si l’avocat de l’accusé renonce au voir-dire. »

### Détention
La détention est une entrave à la liberté autre qu'une arrestation. Il s'agit d'un acte par lequel on restreint la liberté d'une personne. La détention est spécifiquement visée par les articles 9 et 10 de la Charte canadienne des droits et libertés. Sur ce, dans l'arrêt R. c. Grant, sous la plume de la juge Charron, la Cour suprême a déterminé que :
La détention visée aux art. 9  et 10  de la Charte s’entend de la suspension du droit à la liberté d’une personne par suite d’une contrainte physique ou psychologique considérable.  Il y a détention psychologique quand l’individu est légalement tenu d’obtempérer à une demande contraignante ou à une sommation, ou quand une personne raisonnable conclurait, compte tenu de la conduite de l’État, qu’elle n’a d’autre choix que d’obtempérer. [...] Pour déterminer si une personne raisonnable placée dans la même situation conclurait qu’elle a été privée par l’État de sa liberté de choix, le tribunal peut tenir compte, notamment, des facteurs suivants :
a) Les circonstances à l’origine du contact avec les policiers telles que la personne en cause a dû raisonnablement les percevoir : les policiers fournissaient‑ils une aide générale, assuraient‑ils simplement le maintien de l’ordre, menaient‑ils une enquête générale sur un incident particulier, ou visaient‑ils précisément la personne en cause dans le cadre d’une enquête ciblée?
b) La nature de la conduite des policiers, notamment les mots employés, le recours au contact physique, le lieu de l’interaction, la présence d’autres personnes et la durée de l’interaction.
c) Les caractéristiques ou la situation particulière de la personne, selon leur pertinence, notamment son âge, sa stature, son appartenance à une minorité ou son degré de discernement.
Une personne n'est pas en détention du seul fait qu'un agent de la paix lui pose une question. Selon la Cour suprême, « [e]n utilisant le mot « détention », l'art. 10 de la Charte vise une entrave à la liberté autre qu'une arrestation par suite de laquelle une personne peut raisonnablement avoir besoin de l'assistance d'un avocat. »

### Inadmissibilité de la preuve

#### Privilèges
En droit canadien, il existe deux catégories de privilèges reconnues, les privilèges génériques et les privilèges fondés sur les circonstances de chaque cas, au cas par cas.

##### Privilèges génériques
Dans l'arrêt R. c. Gruenke, le juge en chef Lamer atteste qu'un privilège générique désigne : « un privilège qui a été reconnu en common law et pour lequel il existe une présomption à première vue d'inadmissibilité (lorsqu'il a été établi que les rapports s'inscrivent dans la catégorie) à moins que la partie qui demande l'admission ne puisse démontrer pour quelles raisons les communications ne devraient pas être privilégiées (c.‑à‑d., pour quelles raisons elles devraient être admises en preuve à titre d'exception à la règle générale). [...] L'expression privilège "fondé sur les circonstances de chaque cas" est utilisée pour viser des communications à l'égard desquelles il y a une présomption à première vue qu'elles ne sont pas privilégiées (c.‑à‑d. qu'elles sont admissibles) ».

###### Le secret professionnel de l’avocat
Comme l'a souligné la juge en chef McLachlin dans l'arrêt R. c. McClure, « le secret professionnel de l’avocat est un aspect fondamental du système juridique canadien. Bien qu’il ait son origine dans une règle de preuve, il est devenu une règle de droit fondamentale et substantielle. [...] Le secret professionnel de l’avocat commande en soi une place exceptionnelle dans le système juridique. Les rapports importants qui existent entre un client et son avocat ne se limitent pas aux parties et font partie intégrante des rouages du système juridique lui-même. Les rapports entre un avocat et son client font partie de ce système et n’y sont pas subordonnés. »
Cet élément a aussi été soulevé dans l'arrêt R. c. Gruenke où le juge Lamer a souligné que « la protection à première vue des communications entre l'avocat et son client est fondée sur le fait que les rapports et les communications entre l'avocat et son client sont essentiels au bon fonctionnement du système juridique. »
Le secret professionnel de l’avocat n’est pas absolu et il existe plusieurs exceptions[Lesquelles ?] à ce cette notion.[réf. nécessaire]

###### Le privilège relatif aux indicateurs de police
Le privilège relatif aux indicateurs de police vise à empêcher que les personnes qui fournissent des renseignements à la police soient identifié en public ou en salle d'audience.

###### Le privilège relatif au litige
Comme le souligne le juge Gascon de la Cour suprême dans l'arrêt Lizotte c. Aviva, Compagnie d’assurance du Canada, « le privilège relatif au litige est une règle de common law qui crée une immunité de divulgation pour les documents et communications dont l’objet principal est la préparation d’un litige. »

##### Privilèges au cas par cas
Dans l'arrêt R. c. Gruenke, le juge en chef Lamer fait mention de l'arrêt Re Church of Scientology and The Queen, dans laquelle « la Cour d'appel de l'Ontario a reconnu l'existence d'un privilège du "secret de la confession" dont l'applicabilité est déterminée en fonction de chaque cas, eu égard au critère de Wigmore. »
Le test de Wigmore, dont le fardeau repose sur celui qui revendique le privilège au cas par cas, se démontre par une preuve prépondérance suivant quatre volets. Ces volets ont été résumés par la juge Binnie de la Cour suprême dans l'arrêt R. c. National Post : « Premièrement, les communications doivent avoir été transmises confidentiellement avec l’assurance que l’identité de l’informateur ne serait pas divulguée. Deuxièmement, le caractère confidentiel doit être essentiel aux rapports dans le cadre desquels la communication est transmise. Troisièmement, les rapports doivent être des rapports qui, dans l’intérêt public, devraient être « entretenus assidûment » [...] Enfin, si toutes ces exigences sont remplies, le tribunal doit déterminer si, dans l’affaire qui lui est soumise, l’intérêt public que l’on sert en soustrayant l’identité à la divulgation l’emporte sur l’intérêt public à la découverte de la vérité. »

## La procédure pénale

### Arrestation sans mandat par un agent de la paix
Un agent de la paix peut arrêter sans mandat :
1. une personne qui a commis un acte criminel ou une personne dont un agent de la paix a des motifs raisonnables de croire être sur le point de commettre un acte criminel
2. une personne dont l'agent de la paix trouve en train de commettre une infraction criminelle
3. une personne contre qui l'agent la paix a des motifs raisonnables de croire qu'un mandat d’arrestation est exécutoire dans les limites de la juridiction territoriale dans laquelle est trouvée cette personne

Il est à noter que les termes « trouver en train de commettre l'infraction » signifient que l’agent de la paix doit constater lui-même la perpétration de l'infraction. En d'autres mots, un agent de la paix peut arrêter une personne sans mandat qui est en train de commettre une infraction criminelle, mais il est impératif que l'agent de la paix trouve cette personne en flagrant délit,.
Il est aussi à noter que le pouvoir d'arrestation d'un agent continue d'exister même lorsque ce dernier n'est pas en uniforme ou n'a pas commencé son quart de travail.
Toutefois, un agent de la paix ne peut arrêter sans mandat une personne ayant commis :
1. l'un des actes criminel énumérés à l'article 553 du Code criminel
2. une infraction pour laquelle la personne peut être poursuivie sur acte d’accusation ou punie sur déclaration de culpabilité par procédure sommaire
3. une infraction punissable sur déclaration de culpabilité par procédure sommaire

Néanmoins, un agent de la paix peut arrêter une personne sans mandat lorsque cela est nécessaire pour identifier la personne, recueillir ou conserver une preuve de l’infraction, empêcher que l’infraction se poursuive ou se répète ou qu’une autre infraction soit commise ainsi que lorsque cela nécessaire pour que cette personne se présente au tribunal.

### Détention pour fins d'enquête
Au Canada, les agents de la paix peuvent détenir un individu pour les fins d'une enquête « s’ils ont des motifs raisonnables de soupçonner, à la lumière de toutes les circonstances, que cette personne est impliquée dans un crime donné et qu’il est raisonnablement nécessaire de la détenir suivant une considération objective des circonstances. » Quand les policiers détiennent une personne aux fins d'enquêtes, ils ont, en conformité avec la Charte, le droit de procéder à une fouille par palpation préventive s'ils ont des motifs raisonnables de croire que leur sécurité ou celle d'autres personnes soit menacée. Toutefois, celle-ci ne doit pas être abusive et doit se limiter à la palpation des vêtements. C'est ainsi dire que, si les résultats de la fouille par palpation ne font pas craindre les policiers pour leur sécurité, ils ne peuvent pas procéder à une fouille plus intrusive. D'ailleurs, la détention pour fins d'enquête ne peut s'étendre sur une longue période de temps[évasif].

### Délivrance d'une citation à comparaître
Lorsqu'un agent de la paix ne met pas une personne en état d'arrestation, il peut lui délivrer une citation à comparaître lorsque l'infraction reprochée est l'une des suivantes :
1. l'un des actes criminels mentionnés à l’article 553 du Code criminel
2. une infraction pour laquelle la personne peut être poursuivie sur acte d’accusation ou punie sur déclaration de culpabilité par procédure sommaire
3. une infraction punissable sur déclaration de culpabilité par procédure sommaire

### Mise en liberté par les agents de la paix à la suite d'une arrestation sans mandat
Lorsqu'un agent de la paix procède à l'arrestation sans mandat d'une personne et que cette dernière n'est pas conduite devant un juge de paix, il doit, dès que cela est possible, remettre cette personne en liberté. Selon le cas, l'agent de la paix remet à la personne arrêtée une sommation, une citation à comparaître ou une promesse.

### Mise en liberté provisoire par voie judiciaire
Comme règle générale, un agent de la paix qui arrête une personne avec ou sans mandat doit conduire cette personne devant un juge de paix dans un délai de 24 heures, sous réserve d'une exception. Une fois devant le juge de paix, le prévenu inculpé doit donner un plaidoyer de culpabilité ou de non-culpabilité. Si le prévenu plaide coupable et que son plaidoyer est accepté, le juge de paix peut prononcer la remise en liberté jusqu’à ce que sa peine soit prononcée. Si le prévenu plaide non coupable, le juge de paix doit alors, en vertu de l'article 515 du Code criminel « ordonner que le prévenu soit mis en liberté à l’égard de cette infraction, pourvu qu’il remette une promesse sans condition, à moins que le poursuivant, ayant eu la possibilité de le faire, ne fasse valoir à l’égard de cette infraction des motifs justifiant la détention du prévenu sous garde ou des motifs justifiant de rendre une ordonnance aux termes de toute autre disposition du présent article et lorsque le juge de paix rend une ordonnance en vertu d’une autre disposition du présent article, l’ordonnance ne peut se rapporter qu’à l’infraction au sujet de laquelle le prévenu a été conduit devant le juge de paix. » Toutefois, nonobstant le plaidoyer de culpabilité ou de non-culpabilité, l'accusé ne peut pas être remis en liberté si l'infraction reprochée est l'acte criminel de trahison, d'alarmer Sa Majesté, d'intimider le Parlement ou une législature, d'incitation à la mutinerie, de la piraterie ou de meurtre ou encore une infraction séditieuse.
Le tribunal peut assujettir la remise en liberté à certaines conditions telles qu'ordonner à l'accusé de s’abstenir de communiquer avec les victimes ou les témoins. Le tribunal pourrait aussi ordonner au prévenu de remettre son passeport à la cour.

#### Ordonnance de non-publication
Pendant ou avant le début des procédures de l'enquête pour la remise en liberté, si l'accusé le demande, le tribunal doit émettre une ordonnance de non-publication enjoignant que la preuve recueillie, les renseignements fournis ou les observations faites et, le cas échéant, les raisons données ou devant être données par le juge de paix, ne soient ni publiés ni diffusés de quelque façon que ce soit.

#### Ordonnance de détention sous garde
Malgré la règle générale selon laquelle un accusé doit être remis en liberté jusqu’à ce que sa peine soit prononcée, la poursuite peut demander au tribunal d'émettre une ordonnance de détention sous garde. La détention peut être justifiée par l'un des motifs suivants :
1. si le juge croit qu'elle est nécessaire pour assurer la présence de l'accusé au tribunal
2. si elle est nécessaire pour la protection ou la sécurité du public, notamment la sécurité des victimes et des témoins de l’infraction et la protection des personnes âgées de moins de 18 ans, ou encore s'il existe une probabilité marquée que le prévenu, s’il est mis en liberté, commettra une autre infraction criminelle
3. si la remise en liberté viendrait miner la confiance du public envers l’administration de la justice

Pour évaluer ce dernier critère, le tribunal doit considéré si l’accusation paraît fondée ou non, le niveau de gravité de l'infraction, les circonstances entourant la perpétration de l'infraction telle que l'utilisation d'une arme à feu. Finalement, le tribunal doit aussi tenir compte de la longueur de la peine d'emprisonnement dont l'accusé fait fasse. Le juge Wagner de la Cour suprême a résumé les principes essentiels qui doivent guider un juge afin de déterminer si la détention de l'accusé est nécessaire pour ne pas miner la confiance du public envers l’administration de la justice dans l'arrêt R. c. St-Cloud.

### Acte d'accusation
Un acte d'accusation est un document au nom de Sa Majesté sur lequel sont énumérés les chefs d’accusations portées contre un accusé,. Un acte d'accusation est déposé lorsque le prévenu est accusé d'un acte criminel et lorsque le procès se tiendra devant un juge et jury ou d'un juge sans jury. L'acte d'accusation porte la signature du procureur général ou de son représentant et peut être présenté contre toute personne qui a été renvoyée pour subir son procès, sur n’importe quel chef d’accusation pour lequel cette personne a été renvoyée pour subir son procès ou se rapportant aux infractions dont l’existence a été révélée par la preuve recueillie lors de l’enquête préliminaire.
Les chefs d'accusations énumérés dans l'acte d'accusation doivent, comme principe général, référer à une même affaire. Par ailleurs, ils doivent être rédigés de manière à inclure des détails suffisants pour renseigner l'accusé ce qui lui est reproché. Il s'agit d'un principe fondamental. À ce sujet, dans l'arrêt R. c. Tremblay, le juge Gonthier a souligné que « la personne accusée d'un crime doit être informée de l'accusation qui pèse contre elle afin qu'elle puisse présenter une défense pleine et entière ». De plus, dans l'arrêt R. c. Douglas, le juge Cory a souligné qu'« un acte d'accusation est adéquat s'il contient des détails suffisants pour renseigner raisonnablement l'accusé sur l'accusation et pour identifier l'affaire mentionnée, de sorte qu'il est en mesure de bien préparer sa défense. La question de savoir si l'acte d'accusation est suffisant dépend des faits de l'espèce et de la nature de l'accusation. » Toutefois, l'acte d'accusation n'est pas vicié s'il y a absence ou insuffisance de détails.
Malgré le principe selon lequel l'accusé doit être informé des accusations qui pèsent contre lui pour une préparation d'une défense pleine et entière, « le tribunal peut modifier la dénonciation ou l'acte d'accusation [...] lorsqu'il n'en résulterait pas un préjudice irréparable et [...] si les éléments de preuve présentés peuvent appuyer l'accusation en cause,. »

### Déroulement du procès

#### Enquête préliminaire
L'enquête préliminaire est une étape dans laquelle on étudie la preuve disponible afin d'évaluer si elle est suffisante pour justifier un procès contre l’accusé. Dans l'arrêt R. c. Hynes, le juge en chef McLachlin a souligné que « la fonction principale du juge qui préside une enquête préliminaire est de déterminer si le ministère public dispose d’une preuve suffisante pour justifier le renvoi de l’accusé pour qu’il subisse son procès [...] L’enquête préliminaire n’est pas un procès. Il s’agit plutôt d’une procédure préalable au procès visant à filtrer les dossiers faibles ne justifiant pas la tenue d’un procès. Son objet dominant est d’empêcher l’accusé de subir un procès public inutile, voire abusif, lorsque la poursuite ne possède aucun élément de preuve justifiant la continuation de l’instance. Le juge évalue la preuve admissible pour décider si elle suffisante pour justifier le renvoi de l’accusé à procès. »
L'enquête préliminaire n'est pas une étape obligatoire avant de se rendre à procès. En effet, en vertu de l'article 536 du Code criminel, l'enquête préliminaire ne sera tenue que si l'une des parties en fait la demande. Le juge de paix donne au prévenu cette option dans les termes suivants : « Vous avez le choix d’être jugé par un juge de la cour provinciale sans jury et sans enquête préliminaire; ou vous pouvez choisir d’être jugé par un juge sans jury; ou encore vous pouvez choisir d’être jugé par un tribunal composé d’un juge et d’un jury. Si vous ne faites pas ce choix maintenant, vous êtes réputé avoir choisi d’être jugé par un tribunal composé d’un juge et d’un jury. Si vous choisissez d’être jugé par un juge sans jury ou par un tribunal composé d’un juge et d’un jury ou êtes réputé avoir choisi d’être jugé par un tribunal composé d’un juge et d’un jury, une enquête préliminaire ne sera tenue que si vous ou le poursuivant en faites la demande. Comment choisissez-vous d’être jugé? ».
Lorsqu’un prévenu inculpé d’un acte criminel est devant un juge de paix et qu’une demande a été présentée en vue de la tenue d’une enquête préliminaire, le juge de paix doit enquêter sur l’accusation ainsi que sur tout autre acte criminel qui découle de la même affaire fondé sur les faits révélés par la preuve recueillie.

#### Début du procès

##### Procès devant un juge et un jury
L'arrêt de principe sur cette notion est la décision Spek c. La Reine (Basarabas). Dans cet arrêt, le juge Dickson de la Cour suprême atteste que « le moment du début d’un procès devant jury dépend de l’article du Code criminel qui s’applique. La jurisprudence appuie majoritairement la prétention qu’un procès devant jury commence lorsque le sort de l’accusé a été confié au jury. » Dans cette même décision, le Tribunal confirme le droit d'un accusé à être jugé par un jury composé de 12 jurés.

##### Procès devant un juge seul
Le procès commence par le dépôt de l'acte d'accusation suivi du plaidoyer de non-culpabilité de l'accusé. Selon le juge Dickson dans l'arrêt R. c. Riddle, « un procès criminel commence et un accusé est normalement en péril lorsque la cause est en état devant un juge compétent et que la poursuite est appelée à présenter sa preuve à la cour. L’accusé est en péril tant que l’affaire n’est pas décidée par le prononcé du verdict. »

#### Publicité du procès
L'article 11d) de la Charte canadienne des droits et libertés énonce que « tout inculpé a le droit [...] d’être présumé innocent tant qu’il n’est pas déclaré coupable, conformément à la loi, par un tribunal indépendant et impartial à l’issue d’un procès public et équitable ». De plus, l'article 486 du Code criminel énonce que « les procédures dirigées contre l’accusé ont lieu en audience publique [...] ».

##### Huis clos
L'article 486 du Code criminel prévoit que : « [...] si le juge ou le juge de paix qui préside est d’avis qu’il est dans l’intérêt de la moralité publique, du maintien de l’ordre ou de la bonne administration de la justice ou que cela est nécessaire pour éviter toute atteinte aux relations internationales ou à la défense ou à la sécurité nationales, il peut, sur demande du poursuivant ou d’un témoin ou de sa propre initiative, ordonner que soit exclu de la salle d’audience l’ensemble ou tout membre du public, pour tout ou partie de l’audience, ou que le témoin témoigne derrière un écran ou un dispositif lui permettant de ne pas être vu du public. »

#### Présence de l’accusé à son procès
En vertu de l'article 650 du Code criminel, l'accusé doit être présent au tribunal durant toute la durée du procès.
Toutefois, à cette règle générale, s'ajoutent les exceptions suivantes.
1. Le tribunal peut exclure un accusé qui se conduit mal en interrompant les procédures, au point qu’il serait impossible de les continuer en sa présence[52].
2. Un juge peut utiliser son pouvoir discrétionnaire et accorder à l'accusé qui le demande, le droit d'être exclu pendant la totalité ou toute partie de son procès[52].
3. Un juge peut ordonner l'exclusion d'un accusé « pendant l’examen de la question de savoir si l’accusé est inapte à subir son procès, lorsqu’il est convaincu que l’omission de ce faire pourrait avoir un effet préjudiciable sur l’état mental de l’accusé »[52].
4. Lorsqu’un prévenu inculpé s’esquive au cours de son procès, le prévenu est réputé avoir renoncé à son droit d’assister à son procès et le tribunal peut poursuivre le procès et rendre un jugement ou un verdict et, s’il déclare le prévenu coupable, lui imposer une sentence, en son absence. Selon ce même article, « lorsque le prévenu qui s’est esquivé au cours de son procès ne comparaît pas, alors que son procès se poursuit, son avocat conserve le pouvoir de le représenter »[53].
5. Le tribunal peut, « avec le consentement du poursuivant et de l’accusé, permettre à ce dernier soit d’utiliser la télévision en circuit fermé ou tout autre moyen permettant au tribunal et à l’accusé de se voir et de communiquer simultanément, soit de permettre à l’avocat représentant l’accusé de comparaître à sa place durant tout le procès, sauf durant la présentation de la preuve testimoniale »[54].

#### Traduction du procès dans une autre langue que l'une des deux langues officielles
En vertu de l'article 530.1 du Code criminel, le tribunal doit, à l’enquête préliminaire et au procès, offrir des services d’interprétation et de traduction à un accusé, à son avocat et aux témoins qui ne parlent pas l'une des deux langues officielles du Canada, soit le français et l'anglais.

### Requêtes diverses

#### Requête pour obtenir des détails
L'article 11 de la Charte canadienne des droits et libertés énonce que tout inculpé a le droit d'être jugé par un tribunal indépendant et impartial à l’issue d’un procès public et équitable. Afin d'assurer que l'accusé puisse avoir une défense pleine et entière, un tribunal peut émettre une requête en détail. Par cette requête, le tribunal peut, s'il est convaincu que la chose est nécessaire pour assurer un procès équitable, ordonner à la poursuite de fournir à la défense des précisions. Ces précisions peuvent porter notamment sur les mots qui font le sujet de l'inculpation, les moyens par lesquels l'infraction aurait été commise, les personnes, les endroits ou les choses dont il est question dans l'acte d'accusation. Afin de déterminer si la requête pour obtenir des détails est justifiée, le juge peut prendre en considération toute preuve qui a été recueillie.

#### Requête pour obtenir un procès distinct
Un accusé peut, sous réserve de convaincre le tribunal que l'intérêt de la justice l'exige, subir un procès distinct sur un ou plusieurs chefs d’accusation. Dans l'arrêt R. c. Last, le juge Deschamps a énoncé certains critères afin d'évaluer si l'intérêt de la justice l'exige : « Les facteurs relevés par les tribunaux ne sont pas exhaustifs.  Ils aident seulement à dégager la façon dont les intérêts de la justice peuvent être servis dans un cas particulier et à éviter qu’une injustice soit commise. Les facteurs que les tribunaux utilisent à bon droit sont notamment les suivants : le préjudice causé à l’accusé, le lien juridique et factuel entre les chefs d’accusation, la complexité de la preuve, la question de savoir si l’accusé entend témoigner à l’égard d’un chef d’accusation, mais pas à l’égard d’un autre, la possibilité de verdicts incompatibles, le désir d’éviter multiplicité des instances, l’utilisation de la preuve de faits similaires au procès, la durée du procès compte tenu de la preuve à produire, le préjudice que l’accusé risque de subir quant au droit d’être jugé dans un délai raisonnable et l’existence de moyens de défense diamétralement opposés entre coaccusés. »

#### Requête pour obtenir un procès séparé
Lors d'un procès dans lequel il y a plusieurs accusés, le tribunal peut ordonner, si l'accusé dépose une requête pour procès séparé, que les coaccusés subissent un procès séparément sur un ou plusieurs chefs d’accusation.

#### Requête pour renvoi de l’affaire devant le tribunal d’une autre circonscription territoriale
Si l'accusé démontre qu'il ne peut obtenir un procès juste et équitable dans le district judiciaire où les procédures ont été enclenchées, le tribunal peut ordonner la tenue du procès dans une circonscription territoriale.

### Plaidoyers
L’accusé appelé à donner un plaidoyer peut s’avouer coupable ou nier sa culpabilité ou présenter des moyens de défense spéciaux autorisés.

#### Plaidoyer de culpabilité
Lorsqu'un accusé donne un plaidoyer de culpabilité, le juge doit ensuite vérifier certains éléments. Premièrement, le tribunal doit s'assurer que l'accusé donne ce plaidoyer volontairement. Deuxièmement, le tribunal doit vérifier que l'accusé comprend qu'en donnant un plaidoyer de culpabilité, il admet les éléments essentiels de l’infraction reprochée. Troisièmement, on doit vérifier que l'accusé comprend la nature et les conséquences du plaidoyer. Finalement, l'accusé doit comprendre que lui ou le tribunal ne sont pas liés par les accords conclus entre l'avocat de la défense et de la poursuite.

## Service correctionnel du Canada
Le Service correctionnel du Canada est l'organisme du gouvernement fédéral qui est chargé d'administrer les pénitenciers fédéraux ainsi que les peines d'emprisonnement. De plus, il est chargé de la surveillance des délinquants en liberté conditionnelle ou purgeant leur peine dans la collectivité. Les agents du service ont aussi pour tâches la réhabilitation des détenus alors qu'ils purgent leur peine d'emprisonnement dans les pénitenciers.

## Commission des libérations conditionnelles du Canada
« La Commission est un tribunal administratif indépendant qui, en vertu de la Loi sur le système correctionnel et la mise en liberté sous condition, a le pouvoir exclusif d’accorder, de refuser, d’annuler ou de révoquer une semi-liberté ou une libération conditionnelle totale. La Commission peut aussi ordonner que certains détenus purgent leur peine jusqu’au bout. Il s’agit du maintien en incarcération au cours de la période prévue pour la libération d’office. La Commission rend également des décisions à l’égard des délinquants incarcérés dans les établissements correctionnels des provinces ou territoires qui n’ont pas leur propre commission des libérations conditionnelles. L’Ontario et le Québec sont les seules provinces ayant des commissions qui ont le pouvoir d’accorder une mise en liberté aux délinquants purgeant une peine d’emprisonnement de moins de deux ans »

D'autre part, la Commission des libérations conditionnelles du Canada est l'organisme chargé d'émettre des ordres de réhabilitation pour les détenus ayant purgé leur peine d'emprisonnement en totalité et agissant dans le respect de la loi. En vertu de la Loi sur le casier judiciaire, elle a donc le pouvoir de faire garder les dossiers criminels de ces personnes à part des autres dossiers judiciaires.

## Registres judiciaires
Bien que le « casier judiciaire » ne fait l'objet d'aucune définition officielle, il s'agit tout de même d'un support officiel de l’information relative aux condamnations prononcées contre une personne par les tribunaux pour une infraction à une loi ou un règlement fédéral et corroborées par les empreintes digitales de cette personne. Ces informations sont conservées dans la banque de données de la Gendarmerie royale du Canada (GRC), le Centre d'information de la police canadienne (CIPC) ainsi que dans les palais de justice.
D'autres registres permettent d'effectuer le suivi des condamnations, notamment le Registre national des délinquants sexuels. Le Registre canadien des armes à feu sert quant à lui à pourvoir à l'enregistrement des armes à feu et d'en faire le suivi lorsque des enquêtes criminelles sont en cours.
Les informations contenues dans ces registres ne sont toutefois accessibles qu'aux personnes dûment autorisées par la Loi sur l'accès à l'information ainsi que par les lois provinciales respectives.[réf. nécessaire] De plus, certaines informations de ces registres sont partagées avec les autorités des États-Unis ainsi qu'avec des organismes internationaux, tels qu'Interpol.[réf. nécessaire]